# La messa dei giovani (I Barrittas)
La messa dei giovani è un album del gruppo musicale italiano I Barrittas, pubblicato nel 1968. L'album contiene la Messa beat.

## Il disco
La Messa beat era stata già pubblicata precedentemente nel 1966 con lo stesso titolo La messa dei giovani dall'etichetta discografica Ariel, in cui i brani erano eseguiti dagli Angel and the Brains, The Bumpers e gli stessi Barrittas)'. In questa edizione i medesimi brani vengono registrati nuovamente dal gruppo di Benito Urgu con l'aggiunta del pezzo Non uccidere.
L'album è stato stampato dalla Bluebell Records nel 1968 sempre in formato LP con numero di catalogo BBLP 30. In questa edizione è stato aggiunto il brano Non uccidere. Nel 1970 l'edizione della Bluebell viene ristampata in LP dalla Produttori Associati con il numero di catalogo PA/LP 30 e con il titolo modificato in Messa Folk. Infine nel 2005 il disco La messa dei giovani viene ristampato in CD, con numero di catalogo GRCD 6390, dalla Duck Record unitamente alla versione successiva dell'album The Mass for Peace.
Nel 1969 I Barrittas ne registrano infatti una nuova versione in inglese per il mercato britannico e statunitense'. Questa edizione viene pubblicata dalla casa discografica statunitense Avant Garde con il titolo The Mass for Peace.

## Tracce
1. Introito (Penso pensieri di pace) (testo: Carlo Gasbarri – musica: Marcello Giombini)
2. Gloria (Gloria al Signore) (testo: dall'ordinarium missae con modifiche di Giuseppe Scoponi – musica: Marcello Giombini)
3. Graduale (Con voci di gioia) (testo: Tommaso Federici – musica: Marcello Giombini)
4. Credo (Io credo) (testo: dall'ordinarium missae con modifiche di Giuseppe Scoponi – musica: Marcello Giombini)
5. Offertorio (A te offro mio Dio) (testo: Tommaso Federici – musica: Marcello Giombini)
6. Sanctus (Santo) (dall'ordinarium missae con modifiche di Giuseppe Scoponi)
7. Pater noster (Tu che sei nei cieli) (dall'ordinarium missae con modifiche di Carlo Gasbarri)
8. Agnus Dei (Agnello di Dio) (dall'ordinarium missae con modifiche di Giuseppe Scoponi)
9. Communio (Rendete grazie a Dio) (Giuseppe Scoponi)
10. Non uccidere (testo: Giuseppe Scoponi – musica: Marcello Giombini)

## Edizioni
- 1968 - La messa dei giovani (Bluebell Records, BBLP 30, LP, Italia)
- 1970 - Messa Folk (Produttori Associati, PA/LP 30, LP, Italia)
- ???? - Messa Beat (Alpharecord, MC.AR.3216, MC, Italia)
- 2005 - La messa dei giovani/The Mass for Peace (Duck Records, GRCD 6390, CD, Italia)